# Ivan Fiodorov (imprimeur)
Pour les articles homonymes, voir Ivan Fiodorov.
Ivan Fiodorov (russe : Иван Фёдорович) est un imprimeur originaire de Moscou, né entre 1510 et 1525 et décédé le 16 décembre 1583 à Lviv (à l’époque Lwów en République des Deux Nations).
Il est un des premiers imprimeurs slaves orientaux, avec Schweipolt Fiol et Francysk Skaryna, et le premier imprimeur de Russie et d’Ukraine. Il a aussi fabriqué et inventés des canons d'artillerie.

## Histoire

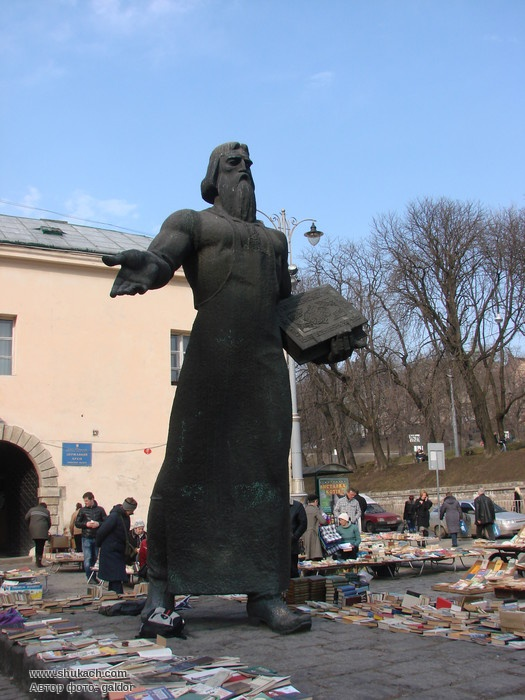
Sa statue Rue Pidvalna à Lviv.

Il imprime à deux reprises les Actes des apôtres : une première fois à Moscou dans les années 1563-1564 (peu après les premiers livres imprimés, dans les années 1550), puis une seconde fois à Lviv (à l'époque nommé Lwów) en février 1574. Il s'agit alors du premier livre imprimé dans le territoire de l'actuelle Ukraine.
Il imprime en 1574 Azbuka (Азбука) qui pour certains est le plus ancien écrit en ruthène.
Dans les années 1580-1581, alors qu'il s'est établi à Ostroh, il imprime la Bible d'Ostroh, qui est la première Bible imprimée en slavon d'église.